# Apalocnemis rostrata
Apalocnemis rostrata är en tvåvingeart som beskrevs av Collin 1933. Apalocnemis rostrata ingår i släktet Apalocnemis och familjen Brachystomatidae. Inga underarter finns listade i Catalogue of Life.